# Matías Canteros
Matías Canteros (Santa Fe, Argentina, 18 de septiembre de 1989) es un futbolista argentino que juega de defensor. Actualmente juega en el Club Atlético Newell's Old Boys de Cañada de Gómez, institución que disputa la Liga Cañadense de Fútbol.

## Trayectoria
Jugó seis años en las inferiores de Rosario Central, uno en Renato Cesarini y de allí pasó a Independiente. En el Rojo llegó a debutar en Primera en el 2009, de la mano de Tolo Gallego.
Tuvo un paso por Atlético Pujato, bicampeón de la Liga Casildense.

## Clubes
| Club                        | País      | Año         | PJ | Goles |
| --------------------------- | --------- | ----------- | -- | ----- |
| Independiente de Avellaneda | Argentina | 2009        | 2  | 1     |
| Deportivo Laferrere         | Argentina | 2010        | 8  | 5     |
| La Emilia                   | Argentina | 2010 - 2011 | 17 | 10    |
| Deportivo Paraguayo         | Argentina | 2011 - 2014 | 79 | 56    |
| Liniers                     | Argentina | 2014 - 2015 | 26 | 20    |
| Ben Hur de Rafaela          | Argentina | 2015        | 16 | 11    |
| Belgrano de Santa Rosa      | Argentina | 2016        | 12 | 9     |
| Deportivo Español           | Argentina | 2016 - 2017 | 17 | 4     |